# Surprise Spur
Der Surprise Spur (englisch für Überraschungssporn) ist ein markanter Felssporn im westantarktischen Marie-Byrd-Land. Er der nördlichste von drei Spornen an der Südwestseite des Ackerman Ridge in den La Gorce Mountains des Königin-Maud-Gebirges. 
Der United States Geological Survey kartierte ihn anhand eigener Vermessungen und Luftaufnahmen der United States Navy aus den Jahren von 1960 bis 1961. Wissenschaftler einer von 1969 bis 1970 durchgeführten Kampagne im Rahmen der New Zealand Geological Survey Antarctic Expedition benannten ihn. Namengebend ist der Umstand, dass der Sporn im Gegensatz zum Grundgebirge aus den erdgeschichtlich sehr viel jüngeren Sedimenten des sogenannten Beaconsandsteins besteht.